# Васильєвська
Васи́льєвська (рос. Васильевская) — присілок у складі Афанасьєвського району Кіровської області, Росія. Входить до складу Ічетовкінського сільського поселення.
Населення становить 43 особи (2010, 47 у 2002).
Національний склад станом на 2002 рік — росіяни 98 %.